# 受胎告知 (プッサン)

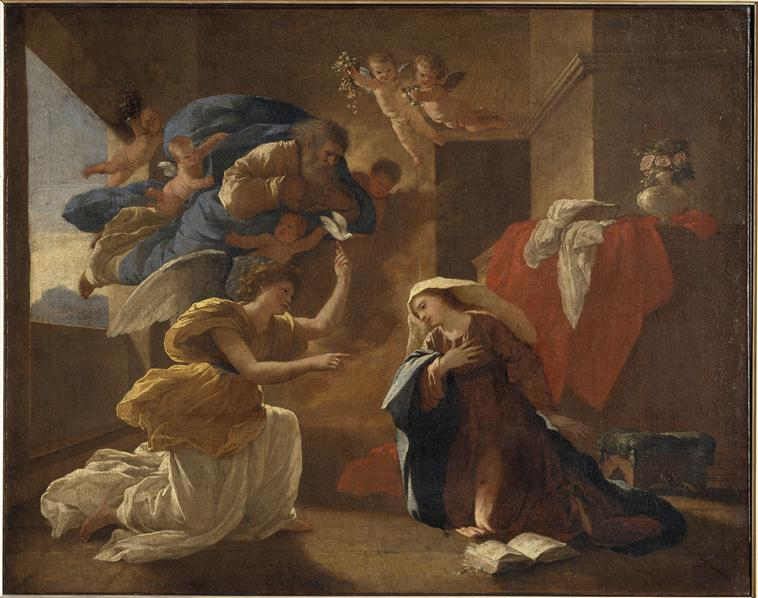
ニコラ・プッサン『受胎告知』 (1627年ごろ、または1641年ごろ)、コンデ美術館、シャンティイ

『受胎告知』（じゅたいこくち、仏: L'Annonciation、英: The Annunciation）は、17世紀フランスの巨匠ニコラ・プッサンが1657年にキャンバス上に油彩で制作した絵画である。画面手前の石の欄干 (または石壁) につけられた板 (だまし絵として描かれている) 上に画家の署名と1657年の制作年、および教皇アレクサンデル7世の名が記されている。しかし、これは、アレクサンデル7世がこの絵画を委嘱したということを示すわけではない。一方で、この絵画は、1657年に死去したプッサンの庇護者であったカッシアーノ・ダル・ポッツォの墓 (サンタ・マリア・ソプラ・ミネルヴァ教会、ローマ) のために制作された可能性がある。作品は1944年にクリストファー・ノーリス (Christopher Norris) に寄贈されて以来、ロンドン・ナショナル・ギャラリーに所蔵されている。

## 作品
『新約聖書』中の「ルカによる福音書」 (1章26-38) によれば、大天使ガブリエルが聖母マリアのもとに現れ、彼女が神の子を授かることを告げる。画面では、明るい光の円の中にいる精霊のハトがマリアの頭上を飛んでいる。目を閉じ、腕を伸ばしたマリアは、聖書によれば、イエス・キリストの母としての役割を受け入れ、「わたしは主のはしためです。お言葉どおりこの身に成りますように」という。
この絵画は、ほかの「受胎告知」の絵画とはきわめて異なっている。聖母の姿は通常のものではない。彼女は東洋の女性のように脚を交差させてクッションの上に座しているのに加え、手を胸の上に合わせず、両側に広げて、究極の服従を表す身振りをしている。また、彼女の衣服は伝統的に天を象徴する青色であるが、本作の聖母は希望、または純潔を象徴する可能性がある黄色の衣服を身に着けている。
画面には雲に取り囲まれたプットは登場せず、大天使ガブリエルは通常のユリの花を持っていない。本作のガブリエルは、フランスの伝統に則り、右側から入り、聖母の前に跪いている。そして、左手で天を指し、右手で聖母を指している。プッサンは、このガブリエルの身振りを以前の『受胎告知』 (1627年ごろ、または1641年ごろ、コンデ美術館、シャンティイ) でも左右反転して描いたが、謎めいた本作は以前の作品とは感覚と構図において非常に異なっている。
本作が描かれた1650年代はプッサンの画業の後期にあたり、当時の彼は古代とルネサンス美術に触発された個人的な様式を完成させていた。この絵画の人物像は理想化されており、その硬いポーズと布地は古代の彫像を想起させるものである。